# Apparitions fantômatiques
Apparitions fantômatiques, també coneguda com Le Roi des médiums i estrenada en anglès com King of the Mediums, va ser un curtmetratge mut francès de 1910 de Georges Méliès.
Méliès va interpretar un mag a la pel·lícula. Va ser venuda per la Star Film Company de Méliès i està numerada 1522-1529 als seus catàlegs, on s'anunciava amb el subtítol descriptiu apparitions fantômatiques. De vegades s'ha fet referència a la pel·lícula amb aquest subtítol.
No es coneix cap estrena en anglès per a aquesta pel·lícula, però el títol traduït King of the Mediums s'ha utilitzat com a referència de la pel·lícula. Actualment es presumeix que la pel·lícula és perduda.